# Leichtathletik-Weltmeisterschaften 1995/Kugelstoßen der Frauen

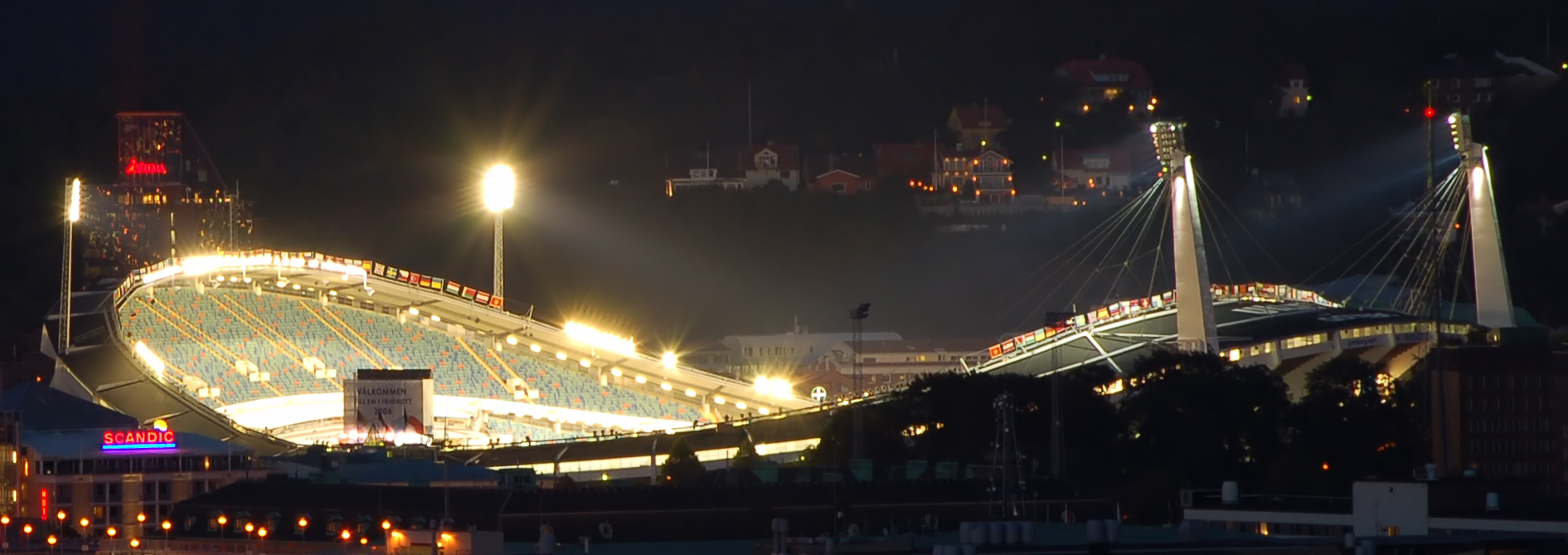
Das Göteborger Ullevi-Stadion im Jahr 2006

Das Kugelstoßen der Frauen bei den Leichtathletik-Weltmeisterschaften 1995 wurde am 5. August 1995 im Göteborger Ullevi-Stadion ausgetragen.
Weltmeisterin wurde die deutsche Europameisterin von 1990 und Vizeeuropameisterin von 1994 Astrid Kumbernuss. Sie gewann vor der zweifachen Weltmeisterin (1991/1993) und Olympiazweiten von 1992 Huang Zhihong aus der Volksrepublik China, die auch bei den Asienspielen sehr erfolgreich war (1986: Gold / 1990: Silber). Bronze ging an die bulgarische EM-Dritte von 1994 Swetla Mitkowa.

## Bestehende Rekorde
| Weltrekord | 22,63 m | Natalja Lissowskaja | Moskau, Sowjetunion (heute Russland) | 7. Juni 1987      |
| WM-Rekord  | 21,24 m | Natalja Lissowskaja | WM 1987 in Rom, Italien              | 5. September 1987 |

Der bestehende WM-Rekord wurde bei diesen Weltmeisterschaften nicht eingestellt und nicht verbessert. Allerdings verfehlte die deutsche Weltmeisterin Astrid Kumbernuss mit ihrer Siegesweite von 21,22 m die Marke lediglich um zwei Zentimeter.

## Legende
Kurze Übersicht zur Bedeutung der Symbolik – so üblicherweise auch in sonstigen Veröffentlichungen verwendet:
| – | verzichtet |
| x | ungültig   |

## Qualifikation
5. August 1995, 9:40 Uhr
25 Teilnehmerinnen traten in zwei Gruppen zur Qualifikationsrunde an. Die Qualifikationsweite für den direkten Finaleinzug betrug 18,80 m. Drei Athletinnen übertrafen diese Marke (hellblau unterlegt). Das Finalfeld wurde mit den neun nächstplatzierten Sportlerinnen auf zwölf Kugelstoßerinnen aufgefüllt (hellgrün unterlegt). So mussten schließlich 18,05 m für die Finalteilnahme erbracht werden.

### Gruppe A
| Platz | Name               | Nation              | Resultat (m) | 1. Versuch (m) | 2. Versuch (m) | 3. Versuch (m) |
| 1     | Astrid Kumbernuss  | Deutschland         | 19,83        | 19,83          | –              | –              |
| 2     | Zhang Liuhong      | Volksrepublik China | 18,60        | 18,24          | 18,60          | 18,25          |
| 3     | Irina Korschanenko | Russland            | 18,40        | 18,32          | 18,40          | x              |
| 4     | Stephanie Storp    | Deutschland         | 18,36        | 17,88          | 18,36          | 18,23          |
| 5     | Wita Pawlysch      | Ukraine             | 18,15        | 17,79          | 17,21          | 18,15          |
| 6     | Connie Price-Smith | USA                 | 18,05        | 17,48          | 17,90          | 18,05          |
| 7     | Judy Oakes         | Großbritannien      | 17,87        | 17,67          | 17,87          | x              |
| 8     | Mara Rosolen       | Italien             | 16,90        | 16,90          | x              | x              |
| 9     | Danguole Urbikiene | Litauen             | 16,33        | 15,84          | x              | 16,33          |
| 10    | Eileen Vanisi      | USA                 | 16,11        | 16,11          | 15,82          | 15,32          |
| 11    | Lisa Misipeka      | Amerikanisch-Samoa  | 13,98        | 13,98          | 13,66          | 13,71          |
| 12    | Mary Curry         | Westsamoa           | 8,85         | 8,85           | –              | –              |
| DNS   | Oumou Traoré       | Mali                |              |                |                |                |

### Gruppe B
| Platz | Name                  | Nation              | Resultat (m) | 1. Versuch (m) | 2. Versuch (m) | 3. Versuch (m) |
| 1     | Kathrin Neimke        | Deutschland         | 19,07        | 19,07          | –              | –              |
| 2     | Huang Zhihong         | Volksrepublik China | 19,01        | 19,01          | –              | –              |
| 3     | Sui Xinmei            | Volksrepublik China | 18,75        | 18,28          | 18,15          | 18,75          |
| 4     | Ramona Pagel          | USA                 | 18,57        | x              | 18,57          | 18,32          |
| 5     | Swetla Mitkowa        | Bulgarien           | 18,48        | 17,91          | 18,30          | 18,48          |
| 6     | Walentyna Fedjuschyna | Ukraine             | 18,40        | 17,14          | 18,40          | x              |
| 7     | Corrie de Bruin       | Niederlande         | 17,01        | 16,77          | 16,56          | 17,01          |
| 8     | Nataša Erjavec        | Slowenien           | 16,91        | 16,91          | 16,53          | 16,58          |
| 9     | Danijela Čurović      | BR Jugoslawien      | 16,30        | 16,13          | 16,30          | 15,59          |
| 10    | Yumileidi Cumbá       | Kuba                | 15,80        | x              | 15,80          | x              |
| 11    | Hanan Ahmed Khaled    | Ägypten             | 14,56        | 14,56          | x              | 14,50          |
| 12    | Tea Ai Seng           | Brunei              | 12,46        | x              | 12,34          | 12,46          |
| 13    | Nabeela Mabrouk       | Palästina           | 5,71         | x              | 5,71           | x              |

## Finale

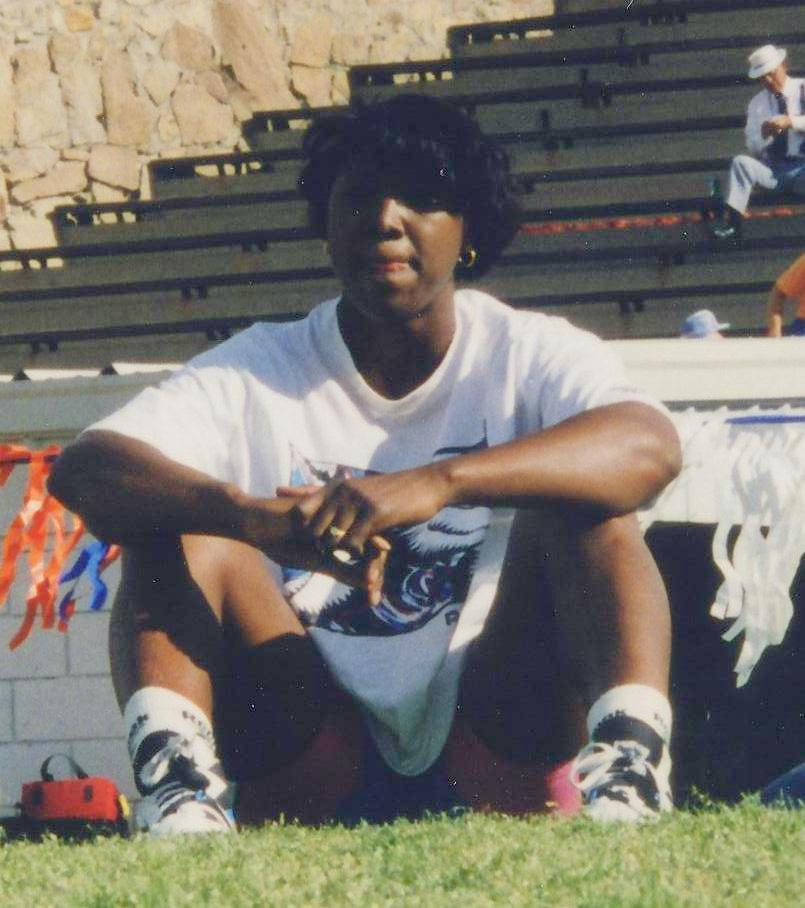
Connie Price-Smith, Siegerin bei den Panamerikanischen Spielen 1995, kam auf den neunten Platz

5. August 1995, 17:25 Uhr
| Platz | Name                  | Nation              | Resultat (m) | 1. Versuch (m) | 2. Versuch (m) | 3. Versuch (m) | 4. Versuch (m)                                   | 5. Versuch (m)                                   | 6. Versuch (m)                                   |
| 1     | Astrid Kumbernuss     | Deutschland         | 21,22        | 20,52          | 20,59          | 21,22          | 20,09                                            | x                                                | 20,23                                            |
| 2     | Huang Zhihong         | Volksrepublik China | 20,04        | 19,92          | 20,04          | x              | x                                                | x                                                | x                                                |
| 3     | Swetla Mitkowa        | Bulgarien           | 19,56        | 18,70          | 18,32          | 19,04          | 18,93                                            | 18,99                                            | 19,56                                            |
| 4     | Kathrin Neimke        | Deutschland         | 19,30        | 18,37          | 19,30          | 18,72          | 19,11                                            | 19,15                                            | x                                                |
| 5     | Sui Xinmei            | Volksrepublik China | 19,09        | 18,90          | x              | x              | 18,42                                            | 18,60                                            | 19,09                                            |
| 6     | Zhang Liuhong         | Volksrepublik China | 19,07        | 17,97          | 18,47          | 19,03          | 18,23                                            | 18,60                                            | 18,47                                            |
| 7     | Ramona Pagel          | USA                 | 18,81        | x              | 18,39          | 18,81          | 18,11                                            | x                                                | 17,78                                            |
| 8     | Stephanie Storp       | Deutschland         | 18,81        | 18,22          | 18,01          | 18,81          | x                                                | x                                                | –                                                |
| 9     | Connie Price-Smith    | USA                 | 18,72        | 18,72          | 18,66          | x              | nicht im Finale der besten acht Kugelstoßerinnen | nicht im Finale der besten acht Kugelstoßerinnen | nicht im Finale der besten acht Kugelstoßerinnen |
| 10    | Walentyna Fedjuschyna | Ukraine             | 18,03        | 18,03          | x              | x              | nicht im Finale der besten acht Kugelstoßerinnen | nicht im Finale der besten acht Kugelstoßerinnen | nicht im Finale der besten acht Kugelstoßerinnen |
| 11    | Wita Pawlysch         | Ukraine             | 17,97        | 17,97          | x              | x              | nicht im Finale der besten acht Kugelstoßerinnen | nicht im Finale der besten acht Kugelstoßerinnen | nicht im Finale der besten acht Kugelstoßerinnen |
| 12    | Irina Korschanenko    | Russland            | 17,88        | x              | x              | 17,88          | nicht im Finale der besten acht Kugelstoßerinnen | nicht im Finale der besten acht Kugelstoßerinnen | nicht im Finale der besten acht Kugelstoßerinnen |

## Videolinks
- 5599 World Track and Field 1995 Shot Put Women Astrid Kumbernuss auf youtube.com, abgerufen am 11. Juni 2020
- 5598 World Track & Field 1995 Shot Put Women Huang Zhihong auf youtube.com, abgerufen am 11. Juni 2020
- 5614 World Track and Field 1995 Shot Put Women Svetla Mitkova auf youtube.com, abgerufen am 11. Juni 2020
- 5612 World Track and Field 1995 Shot Put Women Kathrin Neimke auf youtube.com, abgerufen am 11. Juni 2020